# Anoplodactylus aculeatus
Anoplodactylus aculeatus is een zeespin uit de familie Phoxichilidiidae. De soort behoort tot het geslacht Anoplodactylus. Anoplodactylus aculeatus werd in 1902 voor het eerst wetenschappelijk beschreven door Mobius. 